# Friedrich Wolfgang Reiz
Friedrich Wolfgang Reiz (auch: Reitz, * 2. September 1733 in Windsheim; † 2. Februar 1790 in Leipzig) war ein deutscher Philologe, Altertumswissenschaftler und Professor der Dichtkunst und Beredsamkeit an der Universität Leipzig.

## Leben
Friedrich Wolfgang Rei(t)z stammte aus einem fränkischen Pfarrersgeschlecht. Sein Vater Wolfgang Ludwig Reitz war Stadtpfarrer zu Windsheim. Nach dem Besuch des heimatlichen Gymnasiums ging er 1753 an die Universität Leipzig, um bei Johann Friedrich Christ und Johann August Ernesti klassische Philologie zu studieren. 1757 legte er das Magisterexamen ab und arbeitete einige Jahre als Hofmeister bei verschiedenen Familien und als Korrektor beim Verlag Breitkopf. Reiz habilitierte sich erst 1766 mit der Schrift De temporibus et modis verbi graeci et latini und wurde zum Kollegen ernannt, 1772 zum außerordentlichen Professor der Philosophie. Nach dem Übertritt Morus’ zur Theologischen Fakultät wurde Reiz 1782 als sein Nachfolger zum ordentlichen Professor der griechischen und lateinischen Sprache befördert. Bald darauf, nach dem Tod des Professors der Dichtkunst und Beredsamkeit Christian August Clodius, wurde Reiz zu dessen Nachfolger bestimmt (1785). Neben seiner Lehrtätigkeit war Reiz lange Zeit Universitätsbibliothekar. Er reiste 1783 nach Wien, um das dortige Antiquitätenkabinett zu ordnen.
Reiz’ größtes Verdienst war die Begründung der grammatisch-kritischen Richtung der Philologie durch seine zahlreichen Schüler, von denen der bedeutendste Gottfried Hermann war. Reiz legte sein Hauptaugenmerk auf die akademische Lehre, weshalb er nur sehr wenige Schriften veröffentlichte. Dafür regte er viele Vorhaben seiner Studenten an, so etwa Gottfried Hermanns Beschäftigung mit der griechischen und römischen Metrik.

## Werke (Auswahl)
- De Temporibvs Et Modis Verbi Graeci Et Latini. Breitkopf, Leipzig 1766. (Digitalisat Teil 1)
- Chrestomathia Graeca poetica et prosaica; vsvi eorvm qvi orationis ligatae ac solvtae variarvm vtrivsqve formarvm et celebriorvm lingvae dialectorvm exempla avctoribvs optimis delecta cognoscere cvpivnt. Breitkopf, Leipzig 1779. (Digitalisat)
- De prosodiae Graecae accentus inclinatione. Crusius, Leipzig 1791. (Digitalisat)
- Reiz's Vorlesungen über die Römischen Alterthümer. Fritsch, Leipzig 1796. (Digitalisat)
- Musei franciani descriptio. Gassler, Wien 1805. (Digitalisat)